# Mihara Hiroki
Hiroki Mihara (sinh ngày 20 tháng 4 năm 1978) là một cầu thủ bóng đá người Nhật Bản.

## Sự nghiệp câu lạc bộ
Hiroki Mihara đã từng chơi cho Nagoya Grampus Eight, Sagan Tosu, Avispa Fukuoka, Consadole Sapporo và FC Ryukyu.